# ويليام روبرتسون (سياسي أسترالي)
ويليام روبرتسون (بالإنجليزية: William Robertson)‏ هو مجدف وسياسي أسترالي، ولد في 29 مارس 1839 في كولاك في أستراليا، وتوفي بنفس المكان في 23 يونيو 1892. انتخب عضو المجلس التشريعي الفيكتوري وانتخب عضو الجمعية التشريعية فيكتوريا.